# Предстоятелі Православної церкви Грузії
Перелік предстоятелів Православної церкви Грузії:

## Архієпископи Мцхетські
- Іоанн I 335—363
- Яків 363—375
- Йов 375—390
- Ілля I 390—400
- Симеон I 400—410
- Мойсей 410—425
- Йона 425—429
- Єремія 429—433
- Григорій I 433—434
- Василь I 434—436
- Глонахор 436—448
- Йоїл I 448—452
- Михайло I 452—467

## Католікоси-Архієпископи Іверії
- Петро I 467—474
- Самуїл I 474—502
- Гавриїл I 502—510
- Тавпечаг I 510—516
- Чірмаг-Чігірман 516—523
- Сава I 523—532
- Евлавій 532—544
- Самуїл II 544—553
- Макарій 553—569
- Симеон II 569—575
- Самуїл III 575—582
- Самуїл IV 582—591
- Варфоломій 591—595
- Киріона I 595—610
- Іоанн II 610—619
- Вавіла 619—629
- Фавор 629—634
- Самуїл V 634—640
- Евнон 640—649
- Тавпечаг II 649—664
- Евлалій 664—668
- Йоїл II 668—670
- Самуїл VI 670—677
- Георгій I 677—678
- Киріона II 678—683
- Ізіди-Бозід 683—685
- Феодор (Феодосій) I 685—689
- Петро (Симеон) II 689—720
- Фалалей 720—731
- Мамаї 731—744
- Іоанн III 744—760
- Григорій II 760—767
- Сармеан 767—774
- Михайло II 774—780
- Самуїл VII 780—790
- Кирило 791—802
- Григорій III 802—814
- Самуїл VIII 814—826
- Георгій II 826—838
- Гавриїл II 838—850
- Іларіон I 850—860
- Арсеній I 860—887
- Евсухій 887—900
- Климент 900—914
- Василь II 914—930
- Михайло III 930—944
- Давид I 944—955
- Арсеній II 955—980
- Окропірі (Іоанн) I 980—1001
- Симеон III 1001—1012

## Католікос-Патріарх всієї Грузії
- Мелхиседек I 1012—1030, 1039—1045
- Окропірі (Іван) II 1031—1039, 1045—1049
- Євтимій I 1049—1055
- Георгій III Таоелі 1055—1065
- Гавриїл III Сапарелі 1065—1080
- Димитрій 1080—1090
- Василь III Карічісдзе 1090—1100
- Іоанн IV Сапарелі 1100—1142
- Симеон IV Гулаберідзе 1142—1146
- Сава II 1146—1150
- Микола I Гулаберідзе 1150—1174
- Михайло IV 1178—1186
- Феодор II 1186—1206
- Василь IV 1206—1208
- Іоанн V 1208—1210
- Єпіфаній 1210—1220
- Євтимій II 1220—1222
- Арсеній III 1222—1225
- Георгій IV 1225—1230
- Арсеній IV Булмаісісдзе 1230—1240
- Микола II 1240—1280
- Авраам I 1280—1310
- Євтимій III 1310—1325
- Михайло V 1325—1330
- Василь V 1330—1350
- Дорфей I 1350—1356
- Шио I 1356—1364
- Микола III 1364—1380
- Георгій V 1380—1399
- Еліоз Гобірахісдзе 1399—1411
- Михайло VI 1441—1426
- Давид II 1426—1430
- Феодор III 1430—1435
- Давид III Гобеладзе 1435—1439, 1443—1450
- Шио II 1440—1443
- Марк 1460—1466
- Давид IV 1466—1479
- Євагрій 1480—1492, 1500—1503
- Авраам II 1492—1497
- Єфрем I 1497—1500
- Дорофей II 1503—1510, 1511—1516
- Діонісій 1510—1511
- Василь VI 1517—1528
- Малахія 1528—1538
- Мелхиседек II Багратіоні 1538—1541
- Герман 1541—1547
- Симеон V 1547—1550
- Заведений I 1550—1557
- Доменів I 1557—1562
- Микола IV Бараташвілі 1562—1584
- Микола V 1584—1591
- Дорофей III 1592—1599
- Доменів II 1599—1603
- Заведений II 1603—1610
- Іоанн VI Авалішвілі 1610—1613
- Христофор I 1613—1622
- Захарій Джорджадзе 1623—1630
- Евдем I Діасамідзе 1630—1638
- Христофор II Урдубегісдзе Амілахварі 1638—1660
- Доменів III Кайхосро Мухранбатонісдзе 1660—1675
- Микола VI Магаладзе 1675—1676
- Микола VII Амілахварі 1676—1687, 1691—1695
- Іоанн VII Діасамідзе 1687—1691, 1696—1700
- Евдем II Діасамідзе 1700—1703
- Доменів IV 1704—1725, 1739—1741
- Віссаріон Орбеліані 1725—1737
- Кирило 1737—1739
- Микола VIII Херхеулідзе 1742—1744
- Антоній I 1744—1755, 1764—1788
- Йосип Джандіері 1755—1764
- Антоній II 1788—1811

На початку XIX-го століття Грузія була приєднана до Російської імперії. Автокефалія Грузинської Церкви була скасована. Управління Грузинської церквою здійснювали екзарх, що призначаються Російським Священним Синодом.

## Екзархи
- Митрополит Варлаам (Еріставі) 1811—1817
- Митрополит Феофілакт (Русанов) 1817—1821
- Митрополит Іона (Василевський) 1821—1834
- Архієпископ Мойсей (Богданов-Платонов) 1832—1834
- Архієпископ Ігнатій (Бажанов) 1834—1844
- Архієпископ Ісидор (Нікольський) 1844—1858
- Архієпископ Євсевій (Ільїнський) 1858—1877
- Архієпископ Іоанникій (Руднєв) 1877—1882
- Архієпископ Павел (Лебедєв) 1882—1887
- Архієпископ Палладій Раєв 1887—1892
- Архієпископ Володимир (Богоявленський) 1892—1898
- Архієпископ Флавіан (Городецький) 1898—1901
- Архієпископ Алексій I (Опоцкій) 1901—1905
- Архієпископ Микола (Налимов) 1905—1906
- Архієпископ Никон (Софійський) 1906—1908
- Архієпископ Інокентій (Біляєв) 1909—1913
- Архієпископ Алексій II (Молчанов) 1913—1914
- Архієпископ Питирим (Окнова) 1914—1915
- Архієпископ Платон (Рождественський) 1915—1917

## Католікос-Патріарх всієї Грузії після відновлення автокефалії
- Киріон II (Садзаглішвілі) 1917—1918
- Леонід (Окропірідзе) 1918—1921
- Амвросій (Хелая) 1921—1927
- Христофор III (Цицкишвілі) 1927—1932
- Каллістрат (Цинцадзе) 1932—1952
- Мелхіседек III (Пхаладзе) 1952—1960
- Єфрем II (Сидамонідзе) 1960—1972
- Давид V (Девдаріані) 1972—1977
- Ілля II (Гудушаурі-Шіолашвілі) з 25.12.1977